# Skillet Glacier
Skillet Glacier – lodowiec na południowo-wschodnim zboczu góry Mount Moran na terenie Wyoming w Stanach Zjednoczonych, rozciągający się na powierzchni 0,71 km². Na lodowcu często uprawia się narciarstwo. W jego pobliżu znajdują się także lodowce górskie Triple Glaciers oraz Falling Ice Glacier.